# Тиме, Аксель
Аксель Херман Тиме (нем. Axel Hermann Thieme, 15 мая 1939, Лейпциг, Германский рейх — 17 марта 2006, Лейпциг, Германия) — восточногерманский хоккеист (хоккей на траве), защитник.

## Биография
Аксель Тиме родился 15 мая 1939 года в немецком городе Лейпциг.
Играл в хоккей на траве за «Лейпциг».
В 1964 году вошёл в состав сборной ОГК по хоккею на траве на Олимпийских играх в Токио, занявшей 5-е место. Играл на позиции защитника, провёл 9 матчей, мячей не забивал.
В 1968 году вошёл в состав сборной ГДР по хоккею на траве на Олимпийских играх в Мехико, занявшей 11-е место. Играл на позиции защитника, провёл 8 матчей, забил 3 мяча (по одному в ворота сборных Новой Зеландии, Японии и Великобритании).
В 1959—1968 годах провёл за сборную ГДР 78 матчей.
Умер 17 марта 2006 года в Лейпциге.

## Семья
Младший брат Акселя Тиме Рольф Тиме (1944—2010) также выступал за сборную ГДР по хоккею на траве, в 1964 году участвовал в летних Олимпийских играх в Токио.